# Olomouc Neředín Airport
Olomouc Neředín Airport (tjeckiska: Letiště Olomouc) är en flygplats i Tjeckien.   Den ligger i regionen Olomouc, i den östra delen av landet, 210 km öster om huvudstaden Prag. Olomouc Neředín Airport ligger 252 meter över havet.
Terrängen runt Olomouc Neředín Airport är huvudsakligen platt. Olomouc Neředín Airport ligger uppe på en höjd.Runt Olomouc Neředín Airport är det tätbefolkat, med 947 invånare per kvadratkilometer. Närmaste större samhälle är Olomouc, 3,3 km öster om Olomouc Neředín Airport. Trakten runt Olomouc Neředín Airport består till största delen av jordbruksmark.